# Leopold Werndl

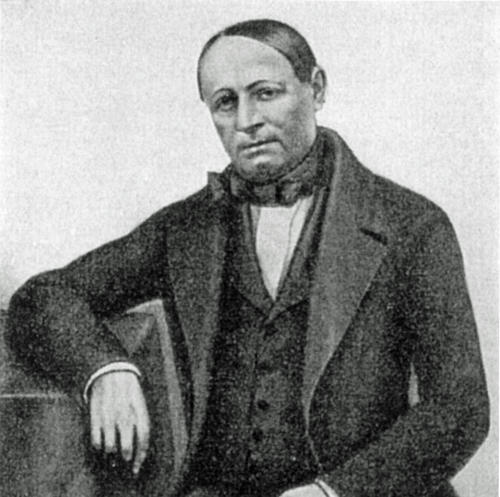
Porträt um 1850

Leopold Werndl (* 13. November 1797 in Steyr; † 4. Dezember 1855 ebenda) war ein österreichischer Produzent von Waffenbestandteilen. Er ist Vater des Großindustriellen Josef Werndl.

## Biografie
Er wurde als Sohn des Neigerschmieds Benedict Werndl am 13. November 1797 geboren. Am 26. Juni 1828 heiratete er Josefa Müller (geboren am 4. Jänner 1806 in Klein-Boding in der Pernarotte 5 in Frankenfels, verstorben am 10. November 1867 in Steyr) und im Juli desselben Jahres übernahm er von seiner Mutter Elisabeth das Haus Wieserfeld 44 (später 304). Sein Vater Benedict war schon 1815 gestorben. Leopold Werndl war zu Beginn wie sein Vater Neigerschmied (Neiger=Bohrer), verlegte sich aber später auf die Herstellung von Gewehrbestandteilen (Armaturen). 1830 erhielt er ein auf fünf Jahre befristetes Privileg, den vorderen Gewehrring des Infanteriegewehres Modell 1828 zu fertigen. Am 26. Februar 1831 wurde sein Sohn Josef geboren und im Jahr 1833 trat er als Feilenhauermeister in die Innung ein. 1835 kaufte er die Lettmühle an der Steyr (heute in Sierning) und betrieb dort Reckhämmer und ein Walzwerk. Produziert wurden u. a. Läufe für Gewehre und Stutzen sowie Gewehrringe und Bajonette. Das Haus am Wieserfeldplatz verkaufte er 1846 an einem Bohrerschmied Josef Hauser und dessen Ehefrau Theresia. Werndl war damals der bedeutendste Hersteller von Waffenbestandteilen in Steyr und beschäftigte 450 Arbeiter. Am 4. Dezember 1855 starb er an der damals in Steyr grassierenden Cholera.

## Nachwirkung
Nach seinem Tod im Jahr 1855 übernahm sein Sohn Josef Werndl die Firma und machte aus ihr einen international erfolgreichen Waffenproduzenten, die Österreichische Waffenfabriksgesellschaft. Die heute noch existente Firma (jetzt: Steyr Mannlicher GmbH & CO.KG) ist insbesondere für das STEYR AUG (StG 77) bekannt.

## Posthume Würdigungen

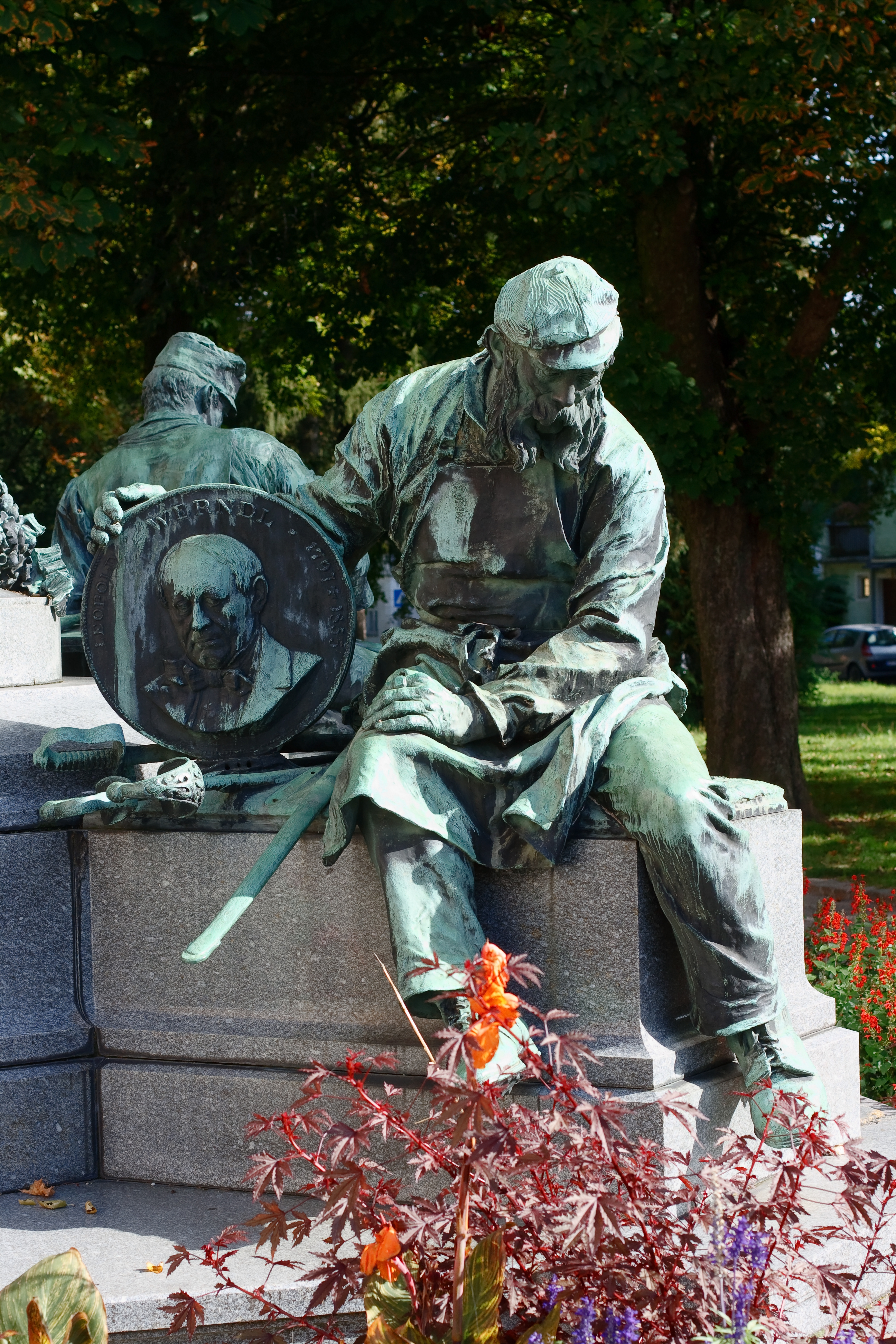
Säbelmacher mit Reliefporträt

In seiner Heimatstadt Steyr ist die Leopoldgasse in der Siedlung Eysnfeld nach ihm benannt. Die vom Brucknerplatz nach Garsten abzweigende Leopold-Werndl-Straße dagegen nach einem im Ersten Weltkrieg gefallenen Neffen Josef Werndls. Dieser Neffe vererbte der Stadt die an der Straße gelegene Werndl-Villa.
Eine der Arbeiterfiguren am Denkmal seines Sohnes hält ein Reliefporträt Leopold Werndls mit Namen und Lebensdaten.